# St. James (Minnesota)
James è una città degli Stati Uniti d'America, situata in Minnesota, nella Contea di Watonwan, della quale è anche il capoluogo.